# Bataille de Doiran (1913)
Deuxième Guerre balkanique
Pour les articles homonymes, voir Bataille de Doiran.
La bataille de Dojran ou de Doiran est une bataille de la Deuxième Guerre balkanique qui opposa la Grèce à la Bulgarie sur les bords du Lac Dojran le 23 juin 1913. Elle fut remportée par la Grèce.

## La bataille
Dans sa marche vers le nord et la frontière bulgare, l'armée grecque se heurta à l'armée bulgare qui s'était repliée et réorganisée sur les hauteurs autour du Lac Dojran.
La Xe division grecque attaqua le matin du 23 juin (julien) 1913 à 8h30. Elle fut accueillie par un feu nourri de l'artillerie bulgare qui l'immobilisa. Lorsque la IIIe division grecque entra en action à 10h00, la Xe division put à nouveau bouger.
La IIIe division grecque s'empara d'abord de la gare de Dojran puis de l'ensemble de la ville en début d'après-midi. Elle poursuivit ensuite les troupes bulgares qui se repliaient et captura les collines au nord de la ville.

## Sources
- Raphaël Schneider, Les guerres balkaniques (1912-1913), revue Champs de Bataille, no 22, juin-juillet 2008.
- (en) A concise history of the Balkan Wars, 1912-1913, Athènes, Hellenic Army General Staff, Army History Directorate, 1998, 385 p. (ISBN 978-960-7897-07-7).